# تورمنتی
تورمنتی (به لاتین: Turmenti) یک منطقهٔ مسکونی در بوسنی و هرزگوین است که در تربینیه واقع شده‌است.